# Teriodonty
Teriodonty, dawniej nazywane gadami ssakozębnymi (Theriodontia) – grupa owodniowców z rzędu terapsydów z gromady Synapsida.
To bezpośredni przodkowie ssaków, gdyż w ich budowie występuje szereg cech charakterystycznych dla ssaków:
- czaszka ma dwa kłykcie potyliczne
- zęby zróżnicowane na siekacze, kły, przedtrzonowce i trzonowce
- kończyny długie wyprostowane unoszące ciało wysoko ponad ziemią

Pojawiły się w permie i wymarły pod koniec triasu a jedynie bardzo nieliczne żyły jeszcze w jurze.
Teriodonty podzieliły się później na trzy podrzędy:
- Gorgonopsia
- Therocephalia (przedstawiciel: Bauria)
- Cynodontia – które dały początek ssakom